# Rune Gustafsson
Rune Gustafsson   (1 de desembre de 1919 - 25 de juny de 2011) va ser un atleta suec, especialista en curses de mig fons, que va competir durant la dècada de 1940.
En el seu palmarès destaca una medalla d'or en els 800 metres llisos al Campionat d'Europa d'atletisme de 1946, i el campionat nacional suec dels 800 metres de 1946. Aquell mateix any va batre el rècord del món dels 1.000 metres llisos.

## Millors marques
- 800 metres llisos. 1' 50.0" (1946)
- 1.500 metres llisos. 3' 47.4" (1944)
- Milla. 4' 04.6" (1943)
- 5.000 metres. 14' 39.6" (1944)[5]